# 花池乡
花池乡，是中华人民共和国四川省达州市宣汉县曾经下辖的一个乡。其位于宣汉县境西北部，距宣汉县城45公里。幅圆面积52.77平方公里。
宣汉县花池乡，于清乾隆初建场，1949年置花池乡，1958年改花池公社，1984年复花池乡。2020年6月，撤销花池乡，将原梨树乡所属行政区域划归胡家镇管辖。

## 行政区划
花池乡撤销前下辖以下地区：
荷花社区、大池村、堰沟村、小池村、龙桥村和亮垭村。